# Portugal au Concours Eurovision de la chanson 2024
Le Portugal est l'un des trente-sept pays participant au Concours Eurovision de la chanson 2024, qui se tient du 7 au 11 mai 2024 à Malmö en Suède. Le pays est représenté par Iolanda et sa chanson Grito, sélectionnées après leur victoire au Festival da Canção 2024. Le pays termine à la 10e place du Concours lors de la finale, recevant un total de 152 points.

## Sélection
Le Portugal confirme sa participation le 7 août 2023, et annonce par la même occasion reconduire le Festival da Canção comme méthode de sélection.

### Format
Comme dans les éditions précédentes, le Festival se compose de deux demi-finales et d'une finale. Chaque demi-finale se compose de deux tours de votes: le premier, dont les résultats  sont déterminés à 50% par un jury et à 50% par les votes du public, voit se qualifier cinq des dix chansons en lice. Lors du second tour, qui permet de qualifier encore une chanson parmi les cinq restantes, seul le public vote. La finale voit ainsi concourir douze chansons, départagés à 50% par le jury et à 50% par les votes du public.

### Participants
Vingt chansons participent au Festival: quatorze invitées par la RTP, et six sélectionnées parmi les 809 chansons reçues à l'issue de la période d'inscriptions, ouverte du 7 août au 15 octobre 2023,.

La liste des auteurs des chansons en lice est révélée par la RTP le 6 novembre 2023; les chansons, ainsi que la répartition par demi-finale, sont révélées le 18 octobre 2024.
| Artiste                 | Titre                  | Langue    | Paroles & musique                                                                                |
| ----------------------- | ---------------------- | --------- | ------------------------------------------------------------------------------------------------ |
| Bispo                   | Casa portuguesa        | Portugais | Pedro Bispo                                                                                      |
| Buba Espinho            | O farol                | Portugais | Bernardo Espinho                                                                                 |
| Cristina Clara          | Primavera              | Portugais | Cristina Clara, Jon Luz                                                                          |
| Filipa                  | You Can't Hide         | Anglais   | Filipa, Marie Jenkins, Rich Pilkington                                                           |
| Huca                    | Pé de choro            | Portugais | Bruno Huca, Milton Gulli                                                                         |
| Iolanda                 | Grito                  | Portugais | Iolanda, Luar                                                                                    |
| João Borsch             | ...Pelas costuras      | Portugais | João Borsch                                                                                      |
| João Couto              | Quarto para um         | Portugais | João Couto                                                                                       |
| Left.                   | Volto a ti             | Portugais | António Maciel Graça                                                                             |
| Leo Middea              | Doce mistério          | Portugais | Leo Middea                                                                                       |
| Maria João              | Dia                    | Portugais | João Farinha, Maria João Grancha                                                                 |
| Mela                    | Água                   | Portugais | Mela                                                                                             |
| Mila Dores              | Afia a língua          | Portugais | Filipe Sambado, Mila Dores                                                                       |
| Nena                    | Teorias da conspiração | Portugais | Nena Marques                                                                                     |
| Noble                   | Memory                 | Anglais   | Noble, Rui Saraiva                                                                               |
| No Maka feat. Ana Maria | Aceitar                | Portugais | Ana Maria Ramos, Duarte Carvalho, Emanuel Oliveira, Mara Cortez, Marcelo Garrido, Rafael Martins |
| Perpétua                | Bem longe daqui        | Portugais | Beatriz Capote, Diogo Rocha, Ruben Teixeira, Xavier Sousa                                        |
| Rita Onofre             | Criatura               | Portugais | Rita Onofre                                                                                      |
| Rita Rocha              | Pontos finais          | Portugais | Rita Rocha                                                                                       |
| Silk Nobre              | Change                 | Anglais   | Artur Guimarães, Fernando Nobre, Rui Pedro Pity                                                  |

1. 1 2 3 4 5 6  Chanson sélectionnée via l'appel à candidatures.
2. ↑  La chanson est plus précisément interprétée en portugais brésilien.
3. ↑  La chanson comporte également des paroles en anglais et en tsonga.

### Demi-finales
Les demi-finales sont diffusées les samedis 24 février et 2 mars 2024. Chacune voit dix chansons concourir pour six places en finale.

Dans un premier temps, cinq d'entre elles se qualifient pour la finale, sur la base de résultats déterminés à parts égales par un jury et par les votes du public. Ensuite, une chanson parmi les cinq restantes est qualifiée par les votes du public seul.
Le jury est composé de:
- Mimicat, chanteuse et représentante portugaise à l'Eurovision 2023,
- Lura, chanteuse,
- Gisela João, chanteuse,
- Benjamim, musicien,
- Lia Pereira, journaliste,
- Miguel Esteves Cardoso (en), écrivain,
- Pedro Oliveira, musicien.

- Qualifiée à l'issue du premier tour (jury et télévote)
- Qualifiée à l'issue du second tour (télévote seul)

#### Demi-finale 1
La première demi-finale est diffusée le samedi 24 février 2024. Elle est présentée par Tânia Ribas de Oliveira et José Carlos Malato. L'entracte est assuré par le groupe Delfins.
| Ordre | Artiste     | Titre                  | Premier tour | Premier tour   | Premier tour | Premier tour | Second tour | Second tour |
| Ordre | Artiste     | Titre                  | Jury (50%)   | Télévote (50%) | Total        | Place        | Pourcentage | Place       |
| ----- | ----------- | ---------------------- | ------------ | -------------- | ------------ | ------------ | ----------- | ----------- |
| 1     | Nena        | Teorias da conspiração | 10           | 5              | 15           | 3            | —           | —           |
| 2     | Perpétua    | Bem longe daqui        | 6            | 12             | 18           | 2            | —           | —           |
| 3     | Mela        | Água                   | 4            | 3              | 7            | 8            | 15.37%      | 3           |
| 4     | Mila Dores  | Afia a língua          | 3            | 1              | 4            | 9            | 6.33%       | 5           |
| 5     | Left.       | Volto a ti             | 1            | 2              | 3            | 10           | 7.43%       | 4           |
| 6     | Rita Rocha  | Pontos finais          | 7            | 7              | 14           | 5            | —           | —           |
| 7     | Noble       | Memory                 | 2            | 8              | 10           | 6            | 47.45%      | 1           |
| 8     | João Borsch | ...Pelas costuras      | 8            | 6              | 14           | 4            | —           | —           |
| 9     | Iolanda     | Grito                  | 12           | 10             | 22           | 1            | —           | —           |
| 10    | Bispo       | Casa portuguesa        | 5            | 4              | 9            | 7            | 23.42%      | 2           |

#### Demi-finale 2
La seconde demi-finale est diffusée le samedi 2 mars 2024. Elle est présentée par Sónia Araújo et Jorge Gabriel.
| Ordre | Artiste                 | Titre          | Premier tour | Premier tour   | Premier tour | Premier tour | Second tour | Second tour |
| Ordre | Artiste                 | Titre          | Jury (50%)   | Télévote (50%) | Total        | Place        | Pourcentage | Place       |
| ----- | ----------------------- | -------------- | ------------ | -------------- | ------------ | ------------ | ----------- | ----------- |
| 1     | Buba Espinho            | O farol        | 7            | 7              | 14           | 4            | —           | —           |
| 2     | Cristina Clara          | Primavera      | 10           | 2              | 12           | 5            | —           | —           |
| 3     | Léo Middea              | Doce mistério  | 12           | 5              | 17           | 1            | —           | —           |
| 4     | Filipa                  | You Can't Hide | 1            | 1              | 2            | 10           | 12.08%      | 1           |
| 5     | João Couto              | Quarto para um | 4            | 6              | 10           | 7            | 21.70%      | 2           |
| 6     | Huca                    | Pé de choro    | 6            | 3              | 9            | 9            | 20.82%      | 4           |
| 7     | No Maka feat. Ana Maria | Aceitar        | 5            | 10             | 15           | 2            | —           | —           |
| 8     | Maria João              | Dia            | 8            | 4              | 12           | 6            | 21.68%      | 3           |
| 9     | Rita Onofre             | Criatura       | 2            | 8              | 10           | 8            | 23.72%      | 1           |
| 10    | Silk Nobre              | Change         | 3            | 12             | 15           | 3            | —           | —           |

### Finale
La finale est diffusée le samedi 9 mars 2024. Elle est présentée par Filomena Cautela et Vasco Palmeirim.
- Première place
- Deuxième place
- Troisième place
- Dernière place

| Ordre | Artiste                 | Titre                  | Jury (50%) | Jury (50%) | Télévote (50%) | Télévote (50%) | Total | Place |
| Ordre | Artiste                 | Titre                  | Votes      | Points     | Pourcentage    | Points         | Total | Place |
| ----- | ----------------------- | ---------------------- | ---------- | ---------- | -------------- | -------------- | ----- | ----- |
| 1     | Silk Nobre              | Change                 | 43         | 7          | 7.64%          | 5              | 12    | 4     |
| 2     | Rita Onofre             | Criatura               | 32         | 5          | 3.12%          | 0              | 5     | 8     |
| 3     | Noble                   | Memory                 | 18         | 1          | 7.81%          | 6              | 7     | 7     |
| 4     | Buba Espinho            | O farol                | 46         | 8          | 7.06%          | 2              | 10    | 6     |
| 5     | Nena                    | Teorias da conspiração | 24         | 3          | 5.82%          | 1              | 4     | 10    |
| 6     | Iolanda                 | Grito                  | 80         | 12         | 16.29%         | 10             | 22    | 1     |
| 7     | No Maka feat. Ana Maria | Aceitar                | 14         | 0          | 7.60%          | 3              | 3     | 11    |
| 8     | Cristina Clara          | Primavera              | 22         | 2          | 2.38%          | 0              | 2     | 12    |
| 9     | Rita Rocha              | Pontos finais          | 30         | 4          | 8.51%          | 7              | 11    | 5     |
| 10    | Léo Middea              | Doce mistério          | 57         | 10         | 9.17%          | 8              | 18    | 3     |
| 11    | Perpétua                | Bem longe daqui        | 7          | 0          | 7.60%          | 4              | 4     | 9     |
| 12    | João Borsch             | ...Pelas costuras      | 33         | 6          | 17.00%         | 12             | 18    | 2     |

| Ordre | Chanson                | Nord | Centre | Lisbonne | Alentejo | Algarve | Madère | Açores | Total |
| ----- | ---------------------- | ---- | ------ | -------- | -------- | ------- | ------ | ------ | ----- |
| 1     | Change                 | 3    | 6      | 12       | 2        | 6       | 4      | 10     | 43    |
| 2     | Criatura               | 6    | 5      | 6        | —        | 3       | 5      | 7      | 32    |
| 3     | Memory                 | 2    | 3      | 4        | —        | 4       | 3      | 2      | 18    |
| 4     | O farol                | 8    | 8      | 5        | 12       | 10      | 2      | 1      | 46    |
| 5     | Teorias da conspiração | 5    | 1      | 1        | 4        | 5       | 8      | —      | 24    |
| 6     | Grito                  | 12   | 12     | 10       | 10       | 12      | 12     | 12     | 80    |
| 7     | Aceitar                | —    | 2      | —        | 8        | —       | 1      | 3      | 14    |
| 8     | Primavera              | 1    | 7      | 7        | 3        | —       | —      | 4      | 22    |
| 9     | Pontos finais          | 7    | —      | 3        | 1        | 7       | 7      | 5      | 30    |
| 10    | Doce mistério          | 10   | 10     | 8        | 7        | 8       | 6      | 8      | 57    |
| 11    | Bem longe daqui        | —    | —      | —        | 5        | 2       | —      | —      | 7     |
| 12    | ...Pelas costuras      | 4    | 4      | 2        | 6        | 1       | 10     | 6      | 33    |

| Région   | Membres                                               |
| -------- | ----------------------------------------------------- |
| Nord     | - Igor Domingues - Catarina Maia - Valter Lobo        |
| Centre   | - John Gonçalves - Sofia Lisboa - Yola Dinis          |
| Lisbonne | - Frankie Chavez - Luís Guerreiro - Margarida Campelo |
| Alentejo | - Daniel Boto - Nuno Figueiredo - Vicente Alves do Ó  |
| Algarve  | - Edmundo Vieira - João de Brito - Nuno Guerreiro     |
| Madère   | - Gustavo Paixão - Micaela Abreu - Pedro Camacho      |
| Açores   | - Eugénia Contente - Luís Barrences - Vânia Dilac     |

Au terme de la soirée, c'est donc Iolanda et sa chanson Grito qui remportent le Festival da Canção 2024 et sont sélectionnées pour représenter le Portugal au Concours Eurovision de la chanson 2024.

## À l'Eurovision
À l'Eurovision, le portugal participe à la première demi-finale le 7 mai 2024. Y terminant 8e avec 58 points, le pays se qualifie en finale, où il termine 10e avec 152 points.